# Hysni Curri
Hysni Curri (ur. w Djakowicy, zm. 1925 w Wiedniu) – albański i kosowski wojskowy, działacz narodowy.

## Życiorys
W 1910 roku wziął udział w II kongresie manastirskim, gdzie poruszano kwestię albańskojęzycznych szkół oraz cenzury ze strony osmańskich władz.
W maju 1912 uczestniczył w Zgromadzeniu w Juniku; z początku wysuwano wobec władz Imperium Osmańskiego żądania w postaci ustanowienia autonomii Albanii, ostatecznie postanowiono jednak kontynuować walkę powstańczą, w której Curri brał udział.
Był zwolennikiem księcia Wilhelma zu Wieda. Podczas powstania w Albanii w 1914 roku dowodził 400-osobową grupą broniącą Durrësu.
W kwietniu 1917 wziął udział w albańskiej delegacji w Wiedniu.
Był wiceprzewodniczącym założonego w 1918 roku Komitetu Obrony Narodowej Kosowa. Został delegowanym do odbywającego się w styczniu 1920 kongresu w Lushnji, nie przybył jednak z powodu złamania ręki.
Zmarł w 1925 roku w Wiedniu, gdzie został pochowany na Cmentarzu Centralnym.

## Życie prywatne
Był spokrewniony z Bajramem Curri.